# 마이크로소프트 웹매트릭스
마이크로소프트 웹매트릭스(Microsoft WebMatrix) 또는 웹매트릭스(WebMatrix)는 단종된 클라우드 연결 웹사이트 빌더이자 윈도우용 HTML 편집기로, 웹 개발에 맞춰져 있다. 웹매트릭스를 사용하면 개발자는 ASP.NET, PHP, Node.js 및 HTML5를 완벽하게 지원하면서 내장 템플릿이나 널리 사용되는 오픈 소스 애플리케이션을 사용하여 웹사이트를 구축할 수 있다. 마이크로소프트는 웹 개발자에게 코딩, 사용자 정의 및 게시 기능을 모두 한 곳에서 제공할 목적으로 웹매트릭스를 개발했다.

## 같이 보기
- 비주얼 스튜디오 코드